# Przemysław Mrozowicz
Przemysław Mrozowicz (ur. 3 września 1996) – polski piłkarz ręczny, rozgrywający, od 2016 zawodnik Zagłębia Lubin.
Wychowanek Zewu Świebodzin, następnie uczeń i zawodnik SMS-u Gdańsk. W sezonie 2015/2016 gracz pierwszoligowego MKS-u Grudziądz. W 2016 przeszedł do Zagłębiem Lubin. W sezonie 2016/2017 rozegrał w Superlidze 21 meczów i zdobył 44 gole. W sezonie 2017/2018 wystąpił w 32 spotkaniach, w których rzucił 71 bramek. W sezonie 2018/2019 rozegrał 36 meczów i zdobył 45 goli.
Występował w reprezentacji Polski juniorów, z którą uczestniczył m.in. w rozegranym w sierpniu 2013 w węgierskim Gyöngyös Turnieju Nadziei Olimpijskich. W 2014 wziął udział w mistrzostwach Europy U-18 w Polsce, podczas których rozegrał siedem meczów i zdobył jedenaście bramek. W 2017 zaczął grać w kadrze B.
W lipcu 2017 został po raz pierwszy powołany przez Piotra Przybeckiego do reprezentacji Polski na konsultację szkoleniową w Płocku (13–17 sierpnia 2017).

## Statystyki
| Klub                            | Sezon     | Liga      | Liga | Liga | Liga | Puchar Polski | Puchar Polski | Puchar Polski | Razem | Razem | Razem |
| Klub                            | Sezon     | Liga      | M    | B    | Śr.  | M             | B             | Śr.           | M     | B     | Śr.   |
| ------------------------------- | --------- | --------- | ---- | ---- | ---- | ------------- | ------------- | ------------- | ----- | ----- | ----- |
| SMS Gdańsk                      | 2013/2014 | I liga    | 6    | 1    | 0,2  | –             | –             | –             | 6     | 1     | 0,2   |
| SMS Gdańsk                      | 2014/2015 | I liga    | 22   | 45   | 2    | –             | –             | –             | 22    | 45    | 2     |
| SMS Gdańsk                      | Razem     | Razem     | 28   | 46   | 1,6  | –             | –             | –             | 28    | 46    | 1,6   |
| MKS Grudziądz                   | 2015/2016 | I liga    | 26   | 46   | 1,8  | 1             | 5             | 5             | 27    | 51    | 1,9   |
|                                 |           |           |      |      |      |               |               |               |       |       |       |
| Zagłębie Lubin                  | 2016/2017 | Superliga | 21   | 44   | 2,1  | 1             | 2             | 2             | 22    | 46    | 2,1   |
| Zagłębie Lubin                  | 2017/2018 | Superliga | 32   | 71   | 2,2  | 3             | 11            | 3,7           | 35    | 82    | 2,3   |
| Zagłębie Lubin                  | 2018/2019 | Superliga | 36   | 45   | 1,3  | 2             | 7             | 3,5           | 38    | 52    | 1,4   |
| Razem                           | Razem     | Razem     | 89   | 160  | 1,8  | 6             | 20            | 3,3           | 95    | 180   | 1,9   |
| Stan na koniec sezonu 2018/2019 |           |           |      |      |      |               |               |               |       |       |       |